# خربة شويكة (الخليل)
خربة شويكة هي إحدى خرب منطقة الظاهرية بمحافظة الخليل في الضفة الغربية، تقع جنوب غرب مدينة الخليل وعلى بعد 17 كيلو متر، ترتفع عن سطح البحر حوالي 675م.
يحدها من الشرق أراضي السموع، ومن الشمال أراضي أبو العسجا، ومن الغرب أراضي الظاهرية، ومن الجنوب خربة زنوتة.
وهي تجمع ريفي بدوي، بلغ عدد سكان خربة شويكة عام 2007 حسب تقديرات الإحصاء الفلسطيني الأول عام 1997،(120)نسمة.
بها مسجد يعرف مسجد عمر بن الخطاب، ومدرسة الشويكة الأساسية المختلطة تشرف عليها وكالة الأمم المتحدة الأونروا.
وهي خربة أثرية قديمة تضم صهاريج منقورة في الصخر وآبار ومغائر وجدران وأبنية مهدمة.